# Hundstein (berg)
Hundstein är ett berg i Österrike.   Det ligger i distriktet Zell am See och förbundslandet Salzburg, i den centrala delen av landet, 280 km väster om huvudstaden Wien. Toppen på Hundstein är 2 117 meter över havet, eller 870 meter över den omgivande terrängen. Bredden vid basen är 17,3 km.
Terrängen runt Hundstein är kuperad åt nordost, men åt sydväst är den bergig. Närmaste större samhälle är Saalfelden am Steinernen Meer, 11,1 km norr om Hundstein. 
I omgivningarna runt Hundstein växer i huvudsak blandskog. Runt Hundstein är det ganska glesbefolkat, med 34 invånare per kvadratkilometer.